# Mayo-Dallah
Pour les articles homonymes, voir Mayo.
Le Mayo-Dallah est un des 3 départements composant la région du Mayo-Kebbi Ouest au Tchad. Son chef-lieu est Pala.

## Subdivisions
Le département du Mayo-Dallah est divisé en 4 sous-préfectures :
- Gagal
- Lamé
- Pala
- Torrock

## Administration
Liste des administrateurs :
Sous-préfets de Pala (1960-2002)
- xx

Préfets du Mayo-Dallah (depuis 2002)
- 11 avril 2007 : Nokour Allatchi
- 9 octobre 2008 : Naminou Kanidi Abakar[2]